# Club Balonmano Puerto Sagunto
El Club Balonmano Puerto Sagunto, actualment Fertiberia Puerto Sagunto per raons de patrocini, és un club d'handbol de la localitat del Port de Sagunt, al País Valencià.
Disputa els seus partits al Pavelló Municipal del Port de Sagunt, amb capacitat per a 2.500 espectadors.

## Història

### Fundació i primers anys
El CB Puerto de Sagunto es funda a finals de 1970, com a hereu de l'antic equip de la fàbrica d'Altos Hornos de Vizcaya ubicada al Port de Sagunt. Aquest conjunt precursor, conegut amb el nom de l'empresa o AHV es crea el 1951, durant un temps alterna l'handbol a 7 i a 11 jugadors i és un dels fundadors de la Divisió d'Honor d'handbol, actual Lliga ASOBAL, a la temporada 58/59. Durant la dècada dels 60, l'AHV serà un dels equips més potents de l'Estat espanyol, aconseguint, fins i tot, el subcampionat el 1969. Tot seguit, però, la fàbrica d'Altos Hornos desmantella la secció esportiva, al no disposar de pista coberta, tal com es demana des de la Federació.
El nou BM Port de Sagunt rep la plaça que havia deixat vacant el CB Marcol B a Primera Nacional, i comença la seua trajectòria el 12 de setembre de 1971, en un partit que vencen per 30 a 20 al Palautordera, a la Pista del Fornàs. Amb uns cinc-cents socis, els portuaris arrabassen a la seua divisió i eixe any es proclamen campions del Grup III de Primera Nacional, però sense obtindre l'ascens.
El 1975, amb la inauguració del Pavelló Poliesportiu Municipal de Sagunt, l'equip té un recinte amb pista coberta, una condició que a poc a poc s'estén a divisions inferiors que ja havia obligat al BM Port de Sagunt a jugar com a local a Almenara o Paterna.

### Dècada dels 80 i 90
El Balonmano Puerto de Sagunto continua militant a Primera Nacional des de la seua refundació, fins que al concloure la temporada 83/84, el club baixa a Segona Nacional (llavors tercer nivell competitiu). Són moments en el que la localitat portuària pateix el tancament de la fàbrica siderúrgica. Però, a l'any següent recupera la categoria perduda.
L'entitat disputa la Primera Nacional de forma contínua fins al 1994. La reestructuració del sistema de competicions de l'handbol espanyol, amb la creació d'una Divisió d'Honor B que suposa el segon esglaó, entre la Divisió d'Honor i la Primera Nacional. El Port de Sagunt milita a aquesta nova categoria fins al 1997, quan retorna a Primera. Dos anys després, un nou descens el porta a Segona Nacional.

### Dècada dels 2000
Com ja va passar anteriorment, el pas per la Segona Nacional es redueix a una campanya, i de seguida regressa a Primera. A la campanya 06/07 l'equip queda líder del seu grup, però falla en la promoció a Divisió d'Honor B. L'any següent repeteix campionat, i en aquesta ocasió sí que passa les diverses eliminatòries de promoció, tot assolint l'ascens.
En el seu primer any del retorn a Divisió d'Honor B, el BM Puerto de Sagunto conclou en desena posició. La campanya següent, la 09/10, amb la categoria rebatejada com a Divisió d'Argent, els valencians acaben la temporada al més alt de la classificació i ascendeixen a la Lliga ASOBAL, la màxima competició espanyola. D'aquesta manera, quatre dècades després, el Port de Sagunt recuperava un equip a l'elit de l'handbol masculí.

### Dècada dels 2010
A la temporada 10/11, el BM Puerto de Sagunto conclou la temporada en 12a posició, a la part mitjana-baixa de la taula classificatòria, però aconsegueix la permanència a la Lliga ASOBAL.
A la campanya 11/12, el club saguntí finalitza el cuer de la divisió, en posició 16a. Però, els descensos administratius de fins a tres equips, l'Antequera, el Torrevella i el San Antonio, possibiliten que mantinga el seu lloc a Lliga ASOBAL.